# الغربي بالسلمية
قرية الغربي بالسلمية هي إحدى القرى التابعة لمركز نجع حمادى في محافظة قنا في جمهورية مصر العربية. حسب إحصاءات سنة 2006، بلغ إجمالي السكان في الغربي بالسلمية 18460 نسمة، منهم 9377 رجل و9083 امرأة.